# Mettā
Il termine mettā della lingua Pali, maitrī in sanscrito, significa benevolenza, gentilezza amorevole, amichevolezza, buona volontà, e interesse attivo per gli altri. Rappresenta il primo dei quattro sublimi stati brahmavihara e uno dei dieci passi pāramitā nella scuola del Buddismo Theravada.

## Passi
I sei passi del mettā bhāvanā sono coltivare amore e benevolenza verso:
1. Sé stessi
2. Una persona amica
3. Una persona neutrale
4. Una persona difficile
5. Le persone 1, 2, 3 e 4 insieme
6. Gradualmente, l'intero universo

## Neisutta
La pratica di essere amorevoli e ben disposti nei confronti di ogni essere ha un effetto lenitivo e calmante nella mente e nel corpo e viene praticata anche come meditazione, specie nella śamatha: nel Karaniya Mettā Sutta sull'Amore Universale, il Buddha espone le caratteristiche della compassione o gentilezza amorevole:
avendo ottenuto la condizione di pace:

Sia capace, retto, e risoluto, / gentile e non presuntuoso,

contenuto e integro, /
con pochi doveri, vivendo leggermente,

con facoltà pacate, maturo, /
modesto e senza avidità.

Non faccia azioni negative /
che i saggi biasimano.

Pensi: Possano /
tutti gli esseri essere felici ed in pace.

Qualsiasi essere, /
debole o forte,

lungo, grande, /
medio, corto,

sottile, corpulento, /
visibile e non visibile, /
vicino e lontano,

nato o in procinto di nascere: /
Possano tutti gli esseri essere felici ed in pace.

Che nessuno inganni l’altro /
o lo disprezzi,

o attraverso la rabbia o l’odio /
desideri la sofferenza per un altro.

Come una madre rischierebbe la sua vita /
per proteggere il suo bambino, il suo unico bambino

così si dovrebbe coltivare un cuore illimitato /
con riguardo a tutti gli esseri.

Con buona volontà per il cosmo intero, /
si coltivi un cuore illimitato:

Senza odio, /
stando in piedi, camminando

sedendo, o riposando, /
sempre con piena presenza mentale,

pienamente consapevoli.

Questo è detto lo stato sublime /
nel qui ed ora.

Non preso da false teorie, /
ma virtuoso e completo,

eliminando il desiderio per i piaceri sensuali,

uno mai più /
rinascerà in grembo materno.»

Nel Metta Sutta afferma gli undici benefici di tale forma di meditazione:; chi pratica efficacemente la mettā ottiene lo stato di arahant o di anāgāmin, realizzando il nibbāna in questa vita o nella prossima esistenza nei mondi celesti: